# Blang Cot Mameh
Blang Cot Mameh is een bestuurslaag in het regentschap Aceh Barat van de provincie Atjeh, Indonesië. Blang Cot Mameh telt 161 inwoners (volkstelling 2010).